# El Youssoufia
El Youssoufia (àrab: اليوسفية, al-Yūsufiyya; amazic estàndard marroquí: ⵍⵢⵓⵙⵓⴼⵉⵢⴰ, Lyusufiya) és un districte del municipi de Rabat, a la prefectura de Rabat, a la regió de Rabat-Salé-Kenitra, al Marroc. Segons el cens de 2014 tenia una població total de 170.560 persones. Entre els censos de 1994 i 2004 ha passat de 170.138 a 172.863 habitants.